# Tirol (tartomány)
Tirol (hivatalosan: Bundesland Tirol, olaszul: Tirolo, latinul: Tirolis) Ausztria egyik szövetségi tartománya, elsősorban magas hegyvidékéről és hágóiról ismert. A mai Tirol területe a korábbi, történelmi Tirolnál jóval kisebb, mivel 1919-ben Olaszországhoz csatolták déli részét (Dél-Tirol). Közigazgatásilag hozzá tartozik (exklávéja) Kelet-Tirol, amely a határmódosítás következtében nincsen vele közvetlen kapcsolatban. 12.640,17 km2-es területével szomszédunk 3. legnagyobb tartománya, ezzel Ausztria teljes területének mintegy 15,069%-át adja. Illetve közel 757 ezer fős lakosságával az 5. legnépesebb tartomány, ezzel Ausztria népességének 8,901%-ával rendelkezik, népsűrűsége bőven az országos átlag alatt van.
Nyugatról Vorarlberg, északról Németország, keletről Salzburg és Karintia, délről pedig Dél-Tirol révén Olaszország határolja. Székhelye „az Alpok fővárosának” is gyakran nevezett Innsbruck, amely jelentős közlekedési csomópont, téli sportközpont és kulturális központ, amely kétszer is otthont adott a téli olimpiának. De nevezetesebb települései közé tartozik a történelmi erődjéről híres Kufstein, amely Tirol egyik legismertebb műemléke, valamint zenei hagyományairól, például a világ legnagyobb szabadtéri orgonájáról ismert, Kitzbühel a híres Hahnenkamm síverseny helyszíne, amely a világ egyik legnehezebb lesiklópályájával (Streif) vonzza a síelőket és turistákat, illetve Lienz ami Kelet-Tirol központja, amely mediterrán hangulatával, a Dolomitok közelségével és a Lienzi várral vonzza a látogatókat.
Területe az Alpok szívében helyezkedik el, északon Németországgal, délen pedig Olaszországgal határos. A régiót magas hegyvonulatok és mély völgyek jellemzik, a legmagasabb csúcsok közé tartozik a Großglockner (3 798 m), amely ezzel együtt Ausztria legmagasabb pontjai is. A területet számos gleccser, hegyi patak és tó szeli át, ami gazdag vízkészletet biztosít. Tirol éghajlata az Alpoknak megfelelően alpesi, hideg téllel és enyhe nyárral. A Brenner-hágó, amely a legfontosabb közlekedési útvonal, összeköti Tirolt Észak- és Dél-Európával. Az Alpokon túli keleti területek, mint Kelet-Tirol, inkább a Dolomitok vonulataival határosak. Az egész régió a hegyi turizmus és téli sportok fellegvára.
Történelme az ókorig nyúlik vissza, amikor a területet kelta és római törzsek lakták. A középkorban a Tirol grófság fokozatosan önállósodott, majd a Habsburgok fennhatósága alá került 1363-ban. A régió fontos kereskedelmi útvonalként szolgált az Alpokon keresztül, különösen a Brenner-hágón át. A napóleoni háborúk során rövid időre Bajorországhoz került, de a tiroli felkelés (1809) után visszakerült Ausztriához. Az első világháborút követően Dél-Tirolt Olaszországhoz csatolták, ami máig fontos történelmi kérdés. A második világháború után Tirol újjáépült, és turisztikai, valamint gazdasági központtá vált. Ma Tirol Ausztria egyik legfontosabb tartománya, amely kulturális és természeti örökségéről ismert.

## Nevének eredete
A Tirol név eredete a Meran közelében található Tirol (ma: Tirolo) településre vezethető vissza, amely a 11. században a Tiroli grófság székhelyeként szolgált.
A „Tirol” név eredete a latin „tirali” vagy „terralis” szóból származhat, amely a „hegyvidéki” vagy „hegyek közötti” jelentéssel bír. Az elnevezés tehát a terület geográfiai jellegére utalhat, mivel az Alpok völgyekkel és hegyekkel tagolt vidékén helyezkedik el. A név fokozatosan kiterjedt a teljes régióra, amely ma Tirol tartományt jelöli.

## Címer
Tirol címere egészen a középkorig nyúlik vissza. Ez volt a történelmi Tirol régió, a Tiroli Hercegi Grófság címere, és ma is két hasonló változatban használják: az osztrák Tirol tartomány és az olaszországi Dél-Tirol autonóm tartomány hivatalos címerében.

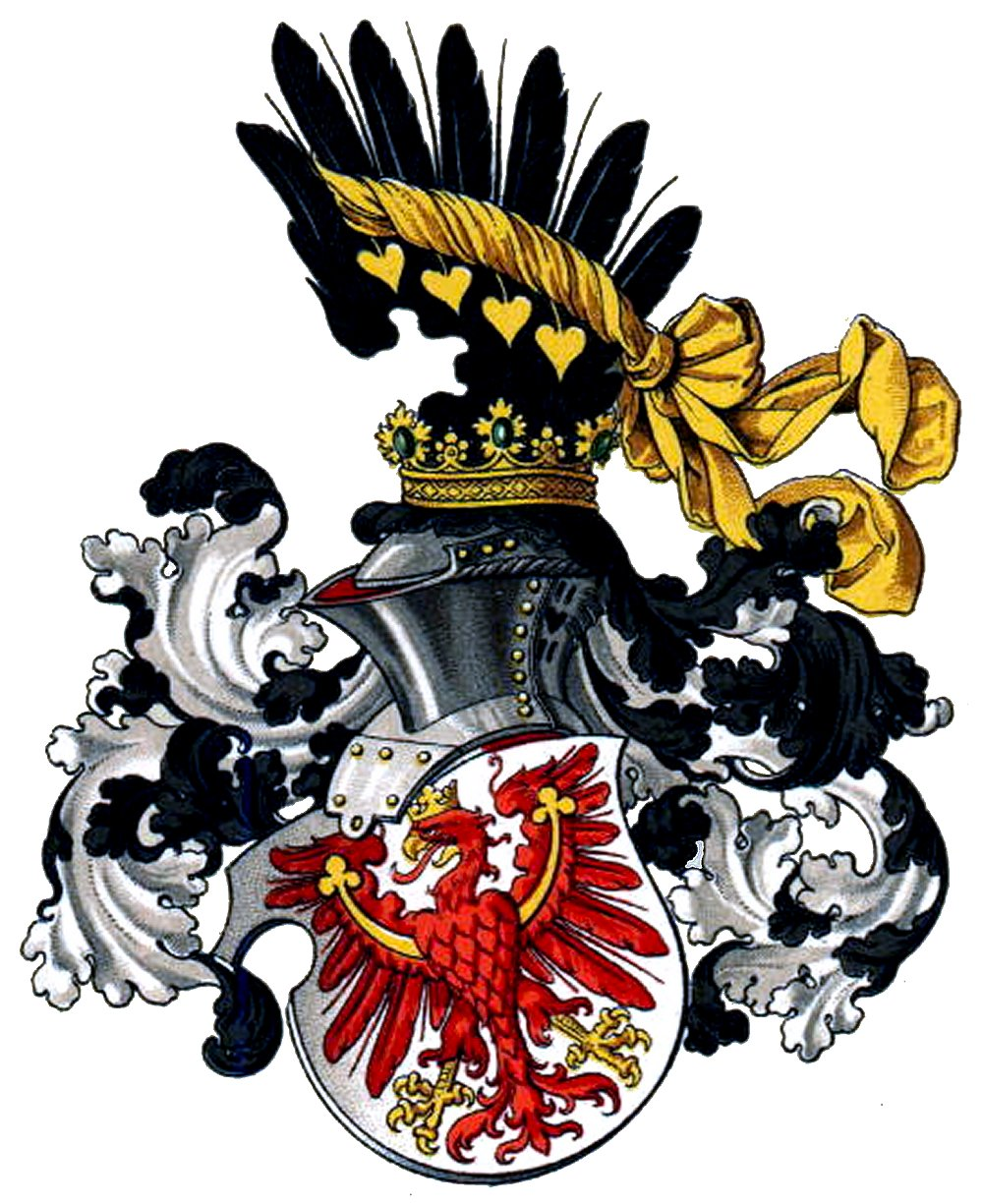
A Tiroli Grófság egykori címere

### A Tiroli sas
A címer állatalakja a tiroli sas: ezüst pajzsban arany koronás, arany fegyverzetű vörös sas látható, arany lóherevégű szárnydíszekkel. A sas mögött egy zöld koszorú, az ún. Ehrenkränzlein található.
Már 1205-ből származó pecséteken feltűnik a tiroli sas, a legkorábbi színes ábrázolások pedig 1271/1286 körüliek. A pecsétábrák III. Albert (1202–1253) idejére nyúlnak vissza, aki a Tirol grófok családjából származott, és a Meran melletti Tirol vár körül formálta ki a tartományt.

## Földrajz

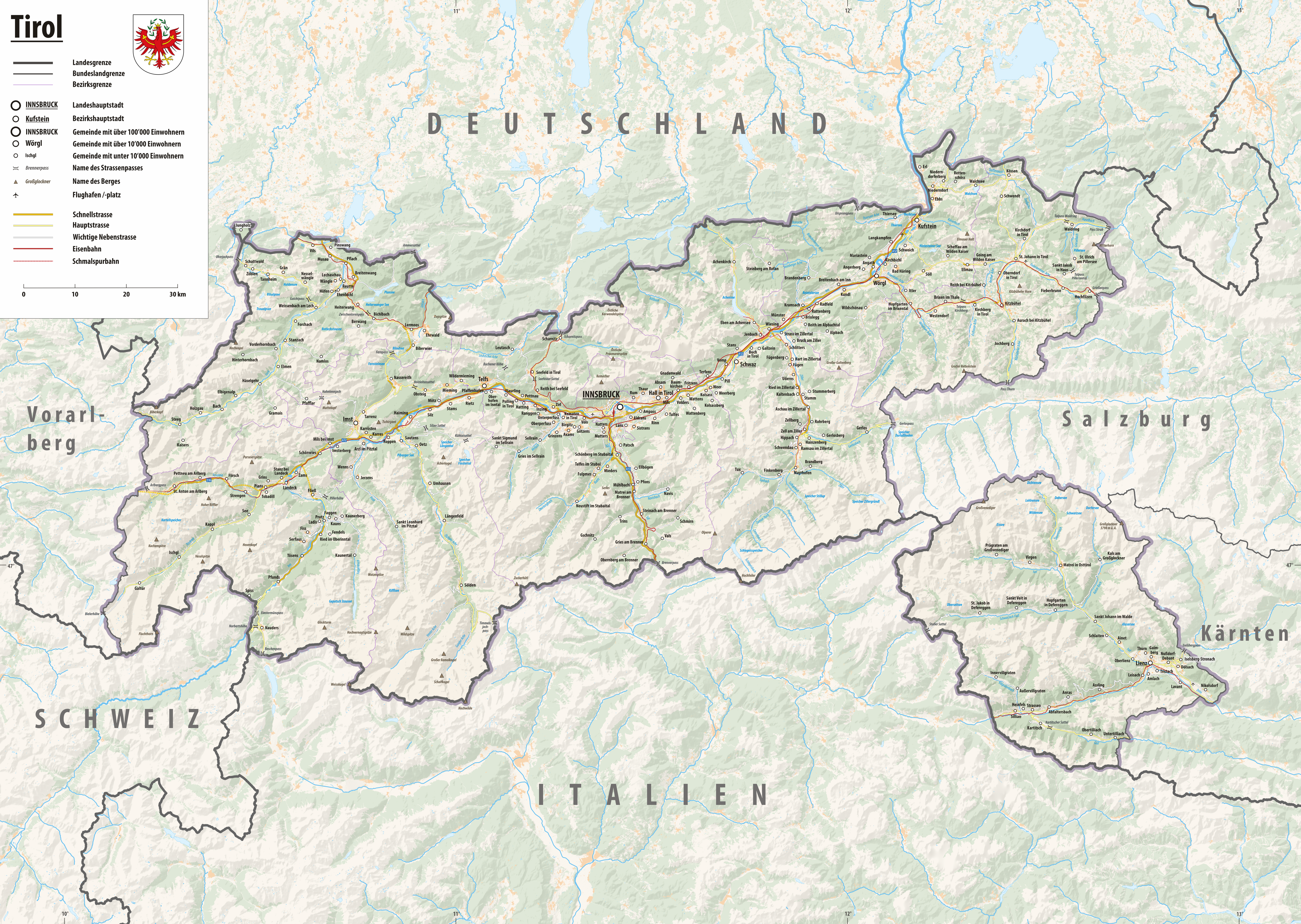
Tirol domborzati térképe

12 640 négyzetkilométeres területével Tirol Ausztria harmadik legnagyobb tartománya. Nyugaton Vorarlberggel, keleten Salzburg és Karintia tartományokkal, északon Bajorországgal (Németország), délnyugaton Graubünden kantonnal (Svájc), délen Dél-Tirolal és Belluno megyével (Olaszország) határos. Az összes szövetségi tartomány közül Tirol rendelkezik a leghosszabb külső országhatárral (összesen 719 km), valamint a legalacsonyabb arányú állandóan lakott területtel, amely mindössze a tartomány területének 12,44%-át teszi ki.

### Topográfia
A legmagasabb hegy – és egyben Ausztria legmagasabb hegye – a Kelet-Tirolban található Grossglockner, amely 3798 méterrel a tengerszint felett emelkedik. Észak-Tirol legmagasabb csúcsa a Wildspitze, 3768 méterrel a tengerszint felett.

#### Hegységek
- Karwendel
- Brandenberger Alpok
- Kitzbüheler Alpok
- Wetterstein és Miemingerkette
- Lechtaler Alpok
- Lienzer Dolomitok
- Kaisergebirge
- Karni-Alpok
- Zillertaler Alpen
- Stubaier Alpen
- Ötztaler Alpen
- Hohe Tauern
- Samnaungruppe
- Silvretta
- Tuxer Alpen
- Verwallgruppe

#### Völgyek és fontos mellékvölgyek
- Inntal
  - Achental
  - Brixental
    - Spertental
    - Windautal

  - Alpbachtal
  - Zillertal
    - Tuxertal

  - Wipptal
    - Stubaital

  - Wattental
  - Sellraintal
  - Ötztal
  - Pitztal
  - Gurgltal
  - Stanzer Tal
  - Paznaun
  - Kaunertal
  - Wildschönau
  - Weißache (Inn)
- Lechtal
  - Tannheimer Tal
- Leukental
  - Sölllandl
  - Pillerseetal
- Drautal/Pustertal
  - Iseltal
    - Defereggental
    - Kalser Tal
    - Tauerntal
    - Virgental

  - Villgratental
- Gailtal
  - Tilliacher Tal[4]

#### Folyók és fontos mellékfolyók
- Inn
  - Wildschönauer Ache
  - Brixentaler Ache
  - Brandenberger Ache
  - Alpbach
  - Ziller
  - Sill
    - Ruetz
    - Gschnitzbach

  - Melach
  - Ötztaler Ache
  - Pitze
  - Gurglbach
  - Sanna
    - Rosanna
    - Trisanna

  - Faggenbach
- Dráva
  - Isel
  - Villgratenbach
- Kitzbühler Ache/Großache
  - Fieberbrunner Ache
  - Aschauer bzw. Reither Ache
- Lech

### Éghajlat
Tirol az mérsékelt éghajlati övezethez tartozik, és az atlanti, a kontinentális és a mediterrán hatások találkozási területén fekszik. Az uralkodó éghajlat a belső-alpesi hegyvidéki klíma, amely szubkontinentális jegyeket mutat. Jellemzőek a viszonylag csapadékos nyarak, a száraz őszök, a havas telek, ugyanakkor az erős helyi eltérések is.
A hegyláncok éghajlati választóvonalat képeznek, míg a levegő az elszigetelt hegytömbök körül szabadon áramolhat. Az északi Mészkő-Alpok elsősorban hegyláncokból állnak, ahol a torlódási helyzetek miatt jelentős csapadék hullik. A szélárnyékos oldalak ezzel szemben általában enyhébbek és szárazabbak. Tirol – csakúgy, mint egész Közép-Európa – a nyugati szélöv hatása alatt áll, emiatt az Alpok északi pereme a legcsapadékosabb és leghavasabb terület.
A belső-alpesi völgyek éghajlata viszonylag enyhének mondható. Amíg Reutte környékén az éves átlagos csapadékmennyiség 1375 milliméter, a Karwendel-hegység északi peremén mintegy 2000 mm, Kufsteinben 1330 mm, addig Innsbruck térségében csak körülbelül 900 mm, a legfelső Inntalban pedig mindössze 600 mm. A belső-alpesi völgyekre nagy napi hőingás is jellemző; Innsbruckban például a júliusi napi átlagos maximum 25,1 °C, ami magasabb az ország legtöbb másik mérőállomásánál.
Tirol hőmérsékletét nagyban befolyásolja a tartomány átlagos magassága. Kufstein környékét kivéve a települések 500 méter felett helyezkednek el. A hegyek csökkentik a lehetséges napsütéses órák számát, különösen a keskeny észak–déli völgyekben, mint az Ötztal vagy a Pitztal.
A telet általában a havas és a hóban szegény időszakok váltakozása jellemzi. Az északi országrészekben (Unterland, Außerfern és Karwendel-vidék) az 50 cm-t is meghaladó hótakaró még 1000 méter alatti területeken sem számít ritkaságnak az északi torlódási hatás miatt, amely hidegfrontok idején különösen erőteljesen érvényesül. A belső-Alpokban ilyen helyzetben alig esik hó. Fordított esetben, amikor melegfront érkezik, éppen a belső-Alpokban fordulhat elő jelentősebb csapadék, amely azonban az enyhébb időjárás következtében az alacsonyabban fekvő területeken többnyire eső formájában hullik, ezért például az Oberinntalban jóval ritkább a vastag hótakaró. Gyakori, hogy Landeckben és Innsbruckban kevesebb hó fekszik, mint Wörglben vagy Kufsteinben. A tavasz az Alpokban többnyire változékony és csapadékos, olykor hidegbetörésekkel. Nyáron a legtöbb eső zivatarok formájában érkezik, az ősz viszont gyakran hosszú, derült időszakokkal tűnik ki.
Különleges időjárási jelenség a főn, amely főként az átmeneti évszakokban fordul elő. A Patscherkofelnél akár 200 km/h-s, Innsbruckban pedig 120 km/h-s széllökéseket is okozhat, és még késő ősszel vagy kora tavasszal is 20 °C feletti hőmérsékleteket tehet lehetővé.

## Története
Tirol a középkorban kezdetben a Bajor Hercegség része volt. 1138-ban választották le Bajorországról. 1363 óta Habsburg-birtok.
Az 1919-es saint-germaini békeszerződés révén Dél-Tirol (Trento és Bolzano autonóm tartományok) elválasztásra került, és Tirol tartománya (Észak- és Kelet-Tirol) a frissen megalakult Német-Ausztria Köztársasághoz (később Osztrák Köztársaság) került. Tirol felosztásáról az első világháborút követően egy „tartományi gyásznap” keretében emlékeztek meg október 10-én (azon a napon, amikor 1919-ben Dél-Tirolt Olaszország hivatalosan annektálta); ezt 1936-ig tartották meg. Többféle törekvés is volt egy autonóm vagy önálló Tirol létrehozására, illetve a Német Birodalomhoz való „csatlakozásra”. Az 1920-as években fokozatosan stabilizálódott a gazdaság: ipari fejlesztések, építkezések (utak, vasútvonalak villamosítása, erőművek) indultak, és újraéledt a turizmus is (az első felvonóépítésekkel). A világgazdasági válság és Hitler 1933-ban elrendelt „ezer márkás zárlata” azonban erősen visszavetette a vendégéjszakák számát, ami Tirol gazdaságát súlyosan érintette. 1934. február 13-án polgárháborús összecsapásra került sor Wörglben a szociáldemokrata Republikanischer Schutzbund és Dollfuß tekintélyelvű kormányának fegyveres erői között.
Ausztria 1938-as Német Birodalomhoz való csatlakozása után megalakult a Tirol–Vorarlberg birodalmi kerület, míg Kelet-Tirolt Karintia kerületéhez csatolták. Hitler és Mussolini áttelepítési megállapodása értelmében 1940-től mintegy 70 000 németajkú dél-tiroli hagyta el szülőföldjét; felük Észak- és Kelet-Tirolban, az erre a célra létesített településeken talált új otthonra. A második világháború folyamán az áttelepítést leállították, és a kitelepítettek egyharmada 1945 után visszatért régi hazájába.
A nemzetiszocialista rezsim 1945-ben ugyan véget ért, de a frontokon folyó harcok Tirolban is számos áldozatot követeltek. 1943-tól a szövetségesek légitámadásai is sok civil életet oltottak ki. Innsbruck 1943. december 15-én vált célpontjává az első és legsúlyosabb szövetséges bombatámadásnak, amelynek célja a stratégiai vasútvonalak megbénítása volt. 126 tonna bombát dobtak le, amely 269 halálos áldozatot, 500 sebesültet és több száz részben vagy teljesen megsemmisült házat eredményezett.
1945. május 3-án, amikor az amerikai csapatok bevonultak Innsbruckba, a kis létszámú ellenállási mozgalom átadta az új hatalomnak a tartomány ideiglenes irányítását. Nyáron Tirol a francia megszállási övezet részévé vált, míg Kelet-Tirolt a brit övezethez csatolták. 1947-ben Kelet-Tirolt újra egyesítették Észak-Tirolal.
Az 1955. május 15-i osztrák államszerződést követően a megszálló csapatok elhagyták az országot. Ezt követően érzékelhető gazdasági fellendülés kezdődött, Tirol pedig agrárjellegű tartományból ipari társadalommá vált, jelentős szolgáltatási szektorral. Ehhez a turizmus újjáéledése is hozzájárult. Az 1950-es évek végén igazi útépítési fellendülés indult meg fontos autópálya- és alagútépítésekkel. Innsbruck más helyszínekkel együtt kétszer is házigazdája volt a téli olimpiai játékoknak (1964-ben és 1976-ban).
Eduard Wallnöfer tartományfőnök kezdeményezésére 1972-ben létrejött az „Alpok Tartományainak Munkaközössége” (Arge Alp), amely az Alpok térségét érintő, határokon átnyúló kérdések megvitatására szolgált. Az 1980-as években a lakosság körében egyre erősebb kritika fogalmazódott meg a növekvő autóforgalom és a tömegturizmus negatív hatásai miatt.
Ausztria 1995-ös EU-csatlakozásával, majd az 1997. december 1-jei schengeni csatlakozással a gazdasági, kulturális és politikai együttműködés a Brenner-hágó mindkét oldalán – így Dél-Tirol és Tirol között is – tovább erősödött, amelyhez az Tirol–Dél-Tirol–Trentino Eurorégió  is jelentősen hozzájárult.

## Népesség

### Vallás
Tirol lakóinak vallási összetétele 2021-ben
A 2021-es statisztikai adatok alapján Tirol vallási képe sokszínű, de továbbra is a katolicizmus dominanciája a legmeghatározóbb.
A legnagyobb vallási közösséget a római katolikusok alkotják, 502 600 fővel, ami a lakosság 66,2%-át jelenti. Tirol ezzel az összes osztrák tartomány közül a legmagasabb katolikus aránnyal rendelkezik. A katolicizmus mély történelmi és kulturális beágyazottsága megjelenik a templomok, kolostorok és egyházi intézmények közösségformáló szerepében is.
A protestáns felekezetek közül az evangélikusok aránya 3,0% (22 700 fő), akik jelenléte bár kisebb, mégis fontos része Tirol vallási örökségének. Hasonló nagyságrendben vannak jelen az ortodox keresztények is, a lakosság 3,1%-át (23 400 fő) alkotva, akik közösségei elsősorban a közelmúlt migrációs folyamataihoz kapcsolódnak. Az egyéb keresztény felekezetekhez 7 600 fő (0,9%) tartozik, ide sorolhatók például a baptisták, pünkösdisták és kisebb protestáns irányzatok.
A nem keresztény vallások közül a muszlim közösség a legjelentősebb, 65 900 fővel (8,7%). Jelenlétük az utóbbi évtizedekben nőtt meg számottevően, és egyre inkább a tartomány vallási sokszínűségének szerves részévé váltak.
A vallástalanok aránya Tirolban 17,8% (134 800 fő), ami jól mutatja a szekularizáció és modernizáció térnyerését, különösen az urbanizáltabb területeken, mint Innsbruck környékén.

Az elmúlt két évtizedben – ahogy egész Ausztriában – Tirolban is megfigyelhető a katolikusok arányának csökkenése, miközben a vallástalanok, a muszlimok és az ortodox keresztények aránya folyamatosan emelkedik. Az evangélikus közösség részaránya kisebb mértékben ugyan, de szintén növekedett.

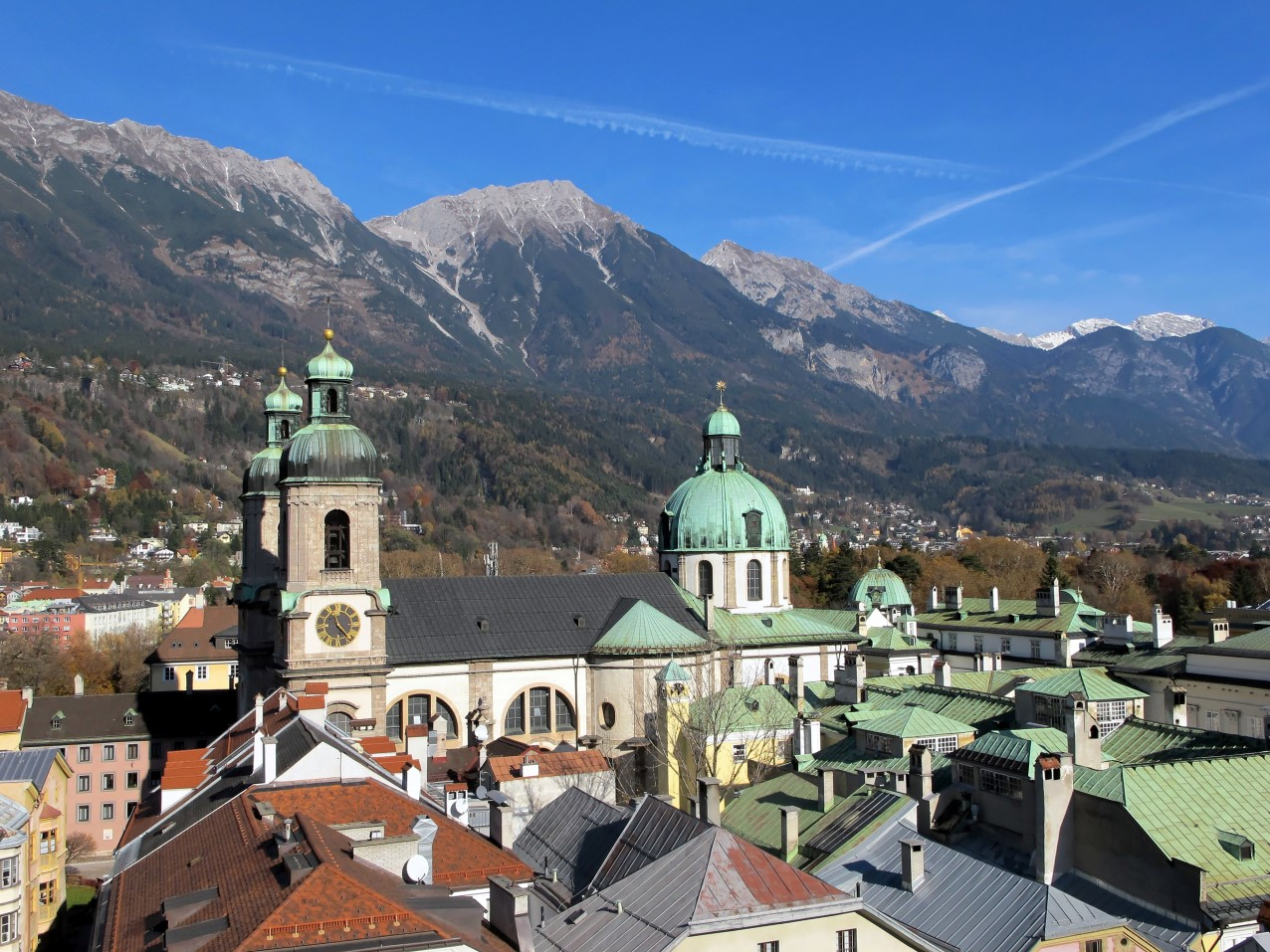
Az innsbrucki Szent Jakab-székesegyház
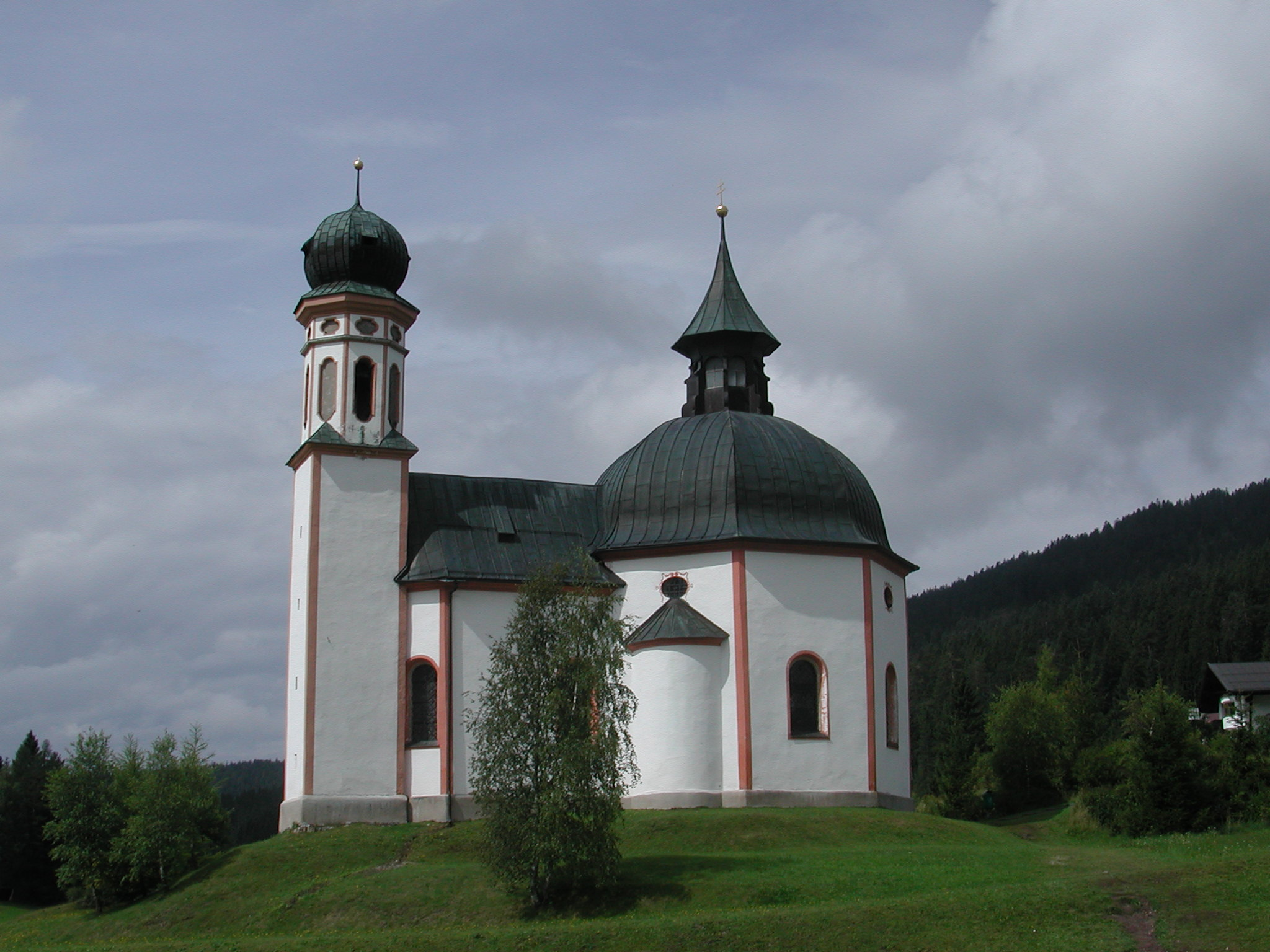
Szent Kereszt-kápolna Seefeld-ben
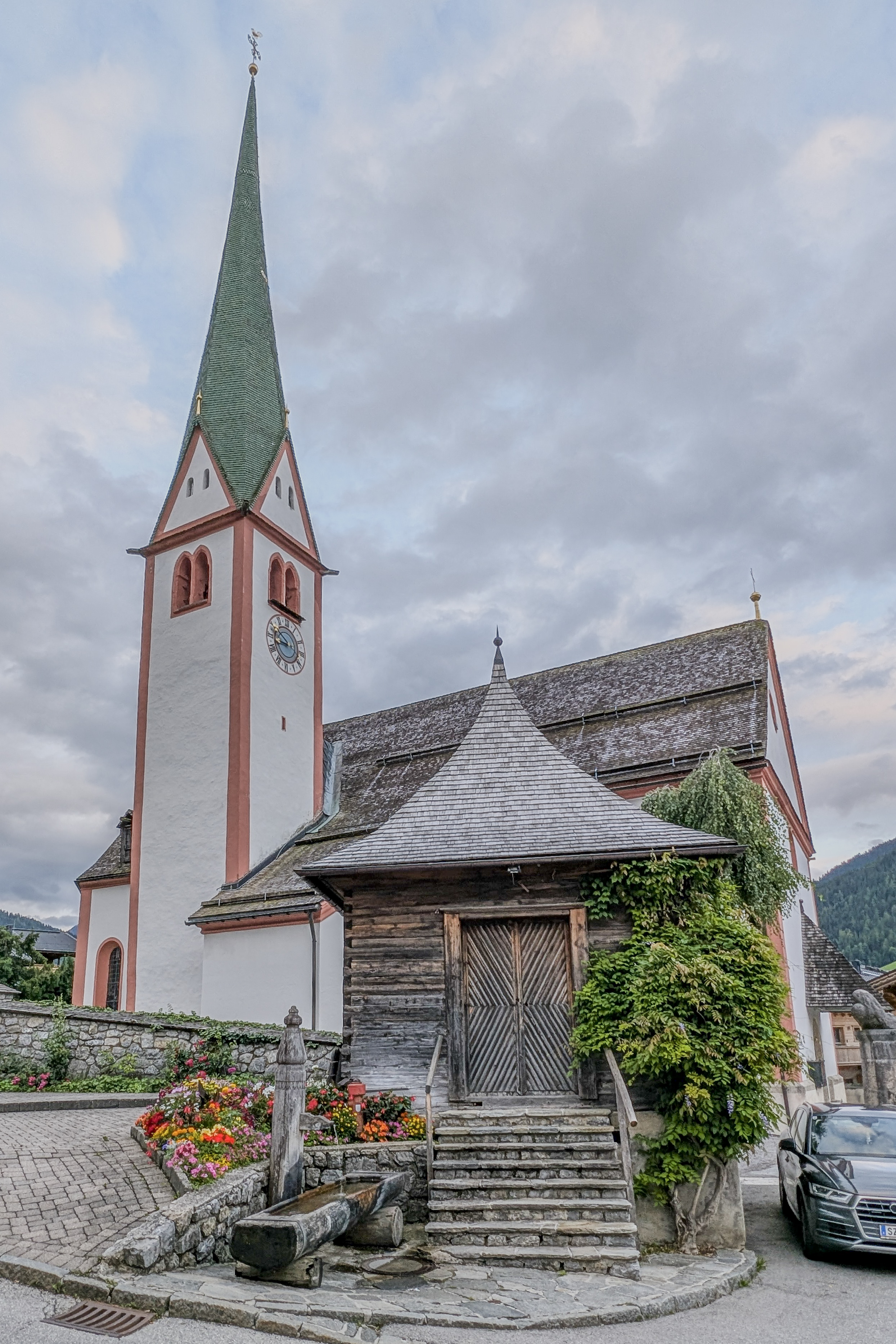
Szent Oszvald-templom, Alpbach-ban
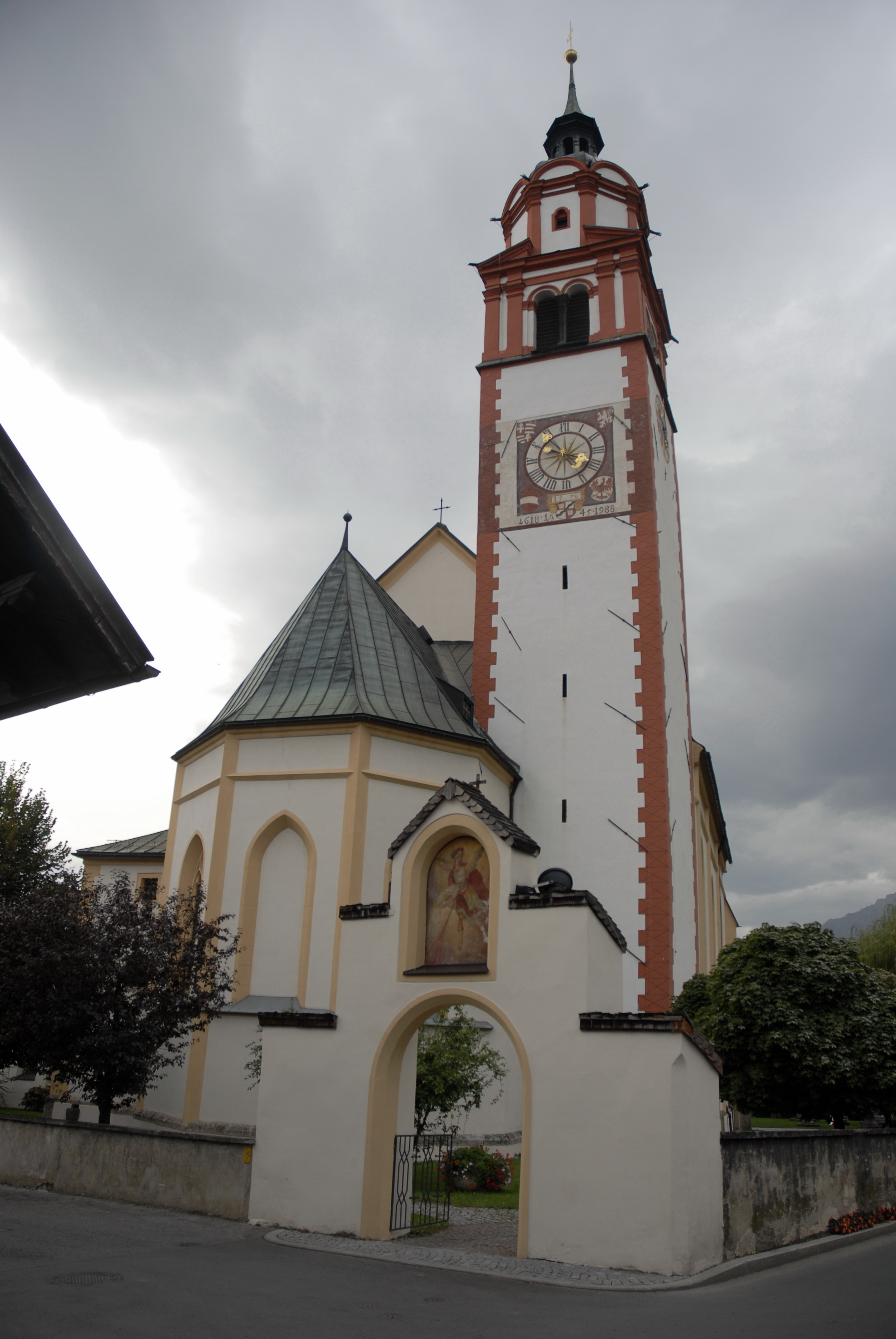
Szent Mihály-bazilika, Absam-ban

### Felsőnémet dialektusok
Tirolban elsősorban dél-bajor nyelvjárásokat beszélnek. A tiroli nyelvjárás egyik jellegzetessége a szó belsejében álló st „scht”-ként való kiejtése, valamint a szó eleji k erősen súrlódó hangként való ejtése (kch). Az Alsó-Tirolban (Tiroler Unterland) beszélt dialektusok átmeneti jegyeket mutatnak a közép-bajor felé, míg Kelet-Tirol nyelvjárásai hasonlóságot mutatnak a dél-tiroli Pustertal vidék dialektusával, illetve a karintiai nyelvjárásokkal.
Ezen kívül az Außerfern egyes részein alemann nyelvjárásokat beszélnek. Nyugat-Tirol dialektusai általában jelentős átmeneti jegyeket mutatnak az alemann és a sváb felé. Az alemann Alp(e) és a bajor Alm közötti nyelvi határ nagyjából Imsttől keletre húzódik, a Pitztal és az Ötztal között.

## Önkormányzat és közigazgatás

### Tartományi alkotmány
A jelenlegi tartományi alkotmány, a „Tiroler Landesordnung” 1989-ben lépett hatályba, és azóta többször módosították. Ausztria föderális berendezkedése és szövetségi alkotmányának alapelvei alapján Tirol saját végrehajtó és törvényhozó szervekkel rendelkezik, valamint a tartományi közigazgatási bírósággal saját igazságszolgáltatási szervvel is. E szervek mindegyikének székhelye a tartomány fővárosában, Innsbruckban található.

### Tartományi gyűlés
A Tiroli Landtag Tirol tartomány törvényhozó testülete. Összesen 36 képviselőből áll, akiket ötévente választanak meg.
Tirol hagyományosan az ÖVP (Osztrák Néppárt) fellegvára, amely 1945 óta minden tartományi vezetőt adta. Az országos választásokon is rendre az első három legjobb eredményt hozó tartomány között szerepelt. Dominanciájuk részben a római katolikus egyház történelmileg erős befolyására, valamint Tirol gyenge ipari szektorára vezethető vissza: a tartomány közvetlenül agrárországból fejlődött szolgáltató tartománnyá.
Az 1945-ös, 1949-es, 1965-ös, 1975-ös, 1979-es és 1984-es tartományi választásokon az ÖVP kétharmados többséget szerzett a Landtagban. 1989-ben először veszítette el az abszolút szavazattöbbséget, 1999-ben pedig már a mandátumtöbbséget is. 2003-ban utoljára tudott még egyszer abszolút mandátumtöbbséget szerezni. A proportrendszernek köszönhetően 1999-ig a többi Landtag-párt is részt vett a kormányzásban.

### Tartományi kormány
A tiroli tartományi kormány a tartományi gyűlés által választott szerv, amely a tartományi törvények és azoknak a szövetségi törvényeknek a végrehajtásáért felel, amelyek végrehajtása a tartományok hatáskörébe tartozik. A tartományi kormány elnöke és egyben a tartomány vezetője a tartományfőnök, akit a tartományfőnök-helyettes képvisel. A kormányban a tartományfőnökön és helyettesén kívül különböző feladatkörökkel rendelkező tartományi tanácsosok is helyet foglalnak. A tartományi alkotmány módosítása után a korábbi arányos rendszert felváltotta a szövetségi szinten is érvényes kormány és ellenzék közötti váltakozás rendszere. Az ÖVP 1999 és 2013 között az SPÖ-vel, majd azt követően a Zöldek Tirol szervezetével lépett koalícióra.
A 2013. április 28-án tartott tartományi választások után az ÖVP és a Zöldek alakították meg Tirol tartományi kormányát. A 2013. május 24-én megválasztott úgynevezett Platter II-kormányban Günther Platter maradt a tartományfőnök, az új első tartományfőnök-helyettes Josef Geisler (ÖVP), a második pedig Ingrid Felipe (Zöldek) lett. Új tagként Christine Baur (Zöldek) került be a kormányba tartományi tanácsosként, míg az ÖVP részéről Beate Palfrader, Johannes Tratter, Bernhard Tilg és Patrizia Zoller-Frischauf folytatták munkájukat.
A 2018-as tartományi választásokat követően megalakult a Platter III-kormány, amelyet 2018. március 28-án iktattak be. Az ÖVP részéről nem történt személyi változás, a Zöldeknél viszont Christine Baur helyét Gabriele Fischer vette át tartományi tanácsosként.
A 2022-es tartományi választások után megalakult a Mattle-kormány, amelyet 2022. október 25-én, a tartományi gyűlés alakuló ülésén iktattak be. Történelmi újdonság, hogy ekkor először nem az ÖVP adta a tartományfőnök első helyettesét, hanem a Tirol SPÖ elnöke, Georg Dornauer. Az ÖVP részéről változatlanul Josef Geisler lett a második tartományfőnök-helyettes (korábban első), aki a mezőgazdaságért, területrendezésért és földügyekért felel. Újonnan került be Cornelia Hagele tartományi tanácsosként az egészségügy, gondozás, oktatás és tudomány területére, Mario Gerber a gazdaságért és turizmusért, valamint Astrid Mair a biztonsági ügyekért és a munkavállalókért felelős tanácsosként. Az SPÖ részéről két további tartományi tanácsos csatlakozott: Eva Pawlata (szociális ügyek, nők és inklúzió) és René Zumtobel (közlekedés, környezet-, természet- és klímavédelem). Ezzel először fordult elő, hogy egy koalíciós partner három tagot is adott a Tirol tartományi kormányába.

### Tirol tartományfőnökeinek listája 1945-től
| Tartományfőnök       | Hivatali idő kezdete | Hivatali idő vége    |
| -------------------- | -------------------- | -------------------- |
| Karl Gruber          | 1945. május 4.       | 1945. december 11.   |
| Alfons Weißgatterer  | 1945. december 11.   | 1951. január 31.     |
| Alois Grauß          | 1951. február 27.    | 1957. november 12.   |
| Hans Tschiggfrey     | 1957. november 12.   | 1963. június 30.     |
| Eduard Wallnöfer     | 1963. július 13.     | 1987. március 2.     |
| Alois Partl          | 1987. március 5.     | 1993. szeptember 24. |
| Wendelin Weingartner | 1993. szeptember 24. | 2002. október 26.    |
| Herwig van Staa      | 2002. október 26.    | 2008. július 1.      |
| Günther Platter      | 2008. július 1.      | 2022. október 25.    |
| Anton Mattle         | 2022. október 25.    | hivatalban           |

## Közlekedés
Tirol már történelmileg is az európai távolsági utak központi csomópontja, és így az Alpokon átívelő transzeurópai kereskedelem tranzitországa. Már i. e. 15-ben Tirolt átszelte a Római Birodalom legfontosabb észak–déli összeköttetése, a Via Claudia Augusta. A római utak Tirolon keresztül vezettek a mai Olaszországban található Pó-síkságból, az Adige és az Eisack folyók folyását követve a mai Dél-Tirolban, a Brenner-hágónál át a mai határon, majd az északi Wipptal völgyén keresztül Hallba. Innen az Inn mentén utak ágaznak el. A Via Raetia nyugatra, a Seefeld-fennsíkra vezetett, ahol Scharnitznál lépett át a mai Bajorországba. A 17. század elejétől kezdve itt található a Porta Claudia erődítmény, amely még a modern korban is hangsúlyozta az út stratégiai jelentőségét.
Tirol ma már nemzetközi közúti, vasúti és légi összeköttetéssel rendelkezik. Tirol egyetlen nemzetközi repülőtere az Innsbrucki repülőtér. Ezenkívül számos kisebb repülőtér található különböző helyeken, például St. Johann in Tirolban, Höfen im Außerfernben vagy Langkampfenben. Számos tömegközlekedési vállalat a tiroli közlekedési szövetségben (Verkehrsverbund Tirol) tömörül.
2017-ben a motorizációs ráta (1000 lakosra jutó személygépkocsi) 532 volt.

### Vasúti közlekedés

#### Napjainkban

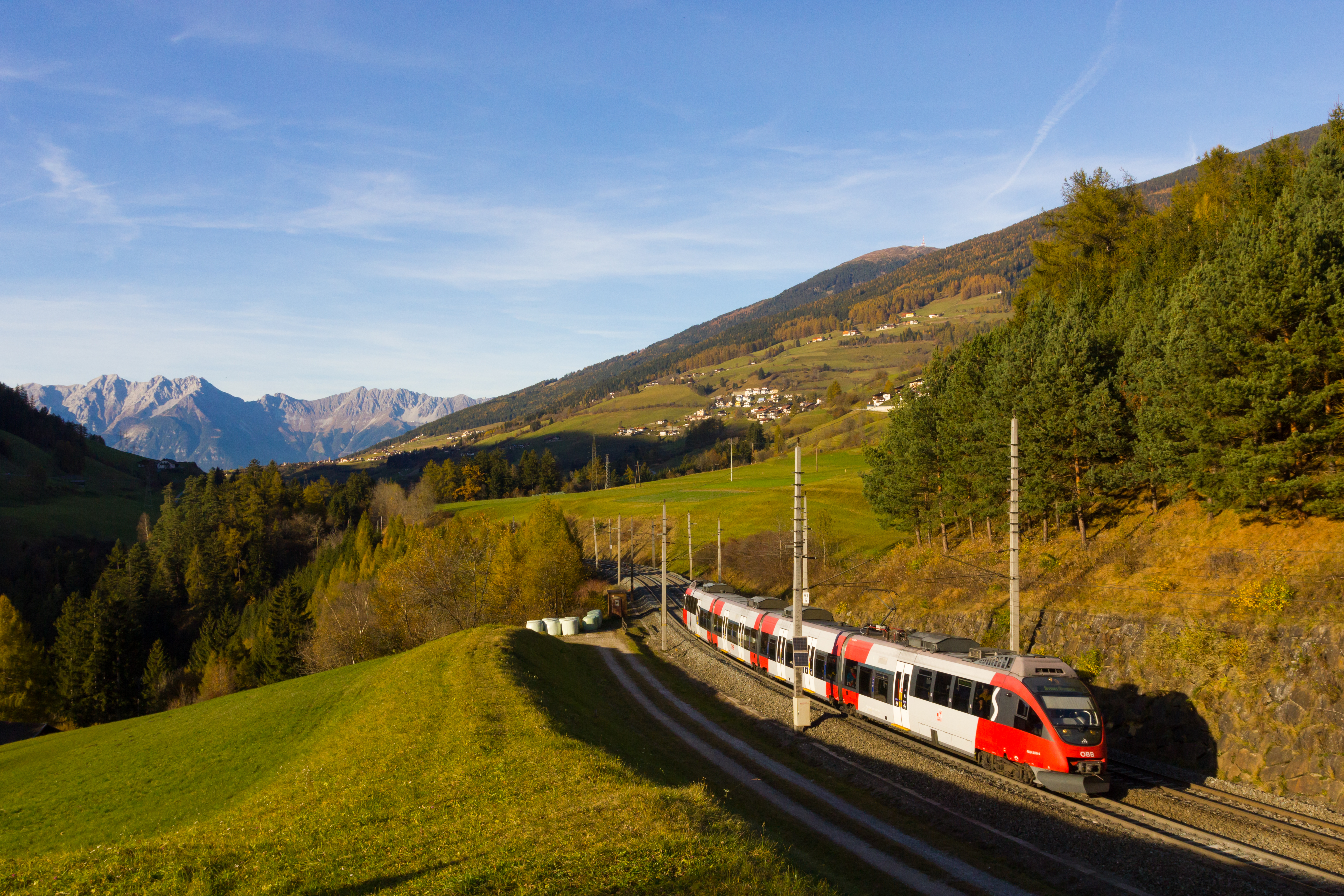
Tiroli S-Bahn

A Münchenből Veronába vezető észak–déli összeköttetés Kufsteinnél tiroli földre, majd Innsbruckba és Brenner-vasútvonalként a Brenner-hágóhoz vezet, ahol ismét elhagyja az országot Olaszország irányába. 1994 óta az innsbrucki elkerülő vasút a teherforgalom számára is rendelkezésre áll, ami azt jelenti, hogy a tartományi fővárost, Innsbruckot és Hallt a teherforgalom nagy része elkerüli. A Bécsből Linzen és Salzburgon keresztülhaladó kelet-nyugati összeköttetés (az „osztrák Westbahn”) Tirolon keresztül Unterinntalbahn néven fut, két változatban:
- a rövidebb és gyorsabb változat Salzburgból Rosenheimen keresztül (A Rosenheimer Schleifeen át) Kufsteinbe tart , Németországon való megállás nélkül (korridorvasút),
- a hosszabb belső-ausztriai vonal a Salzburg-Tirol-vasútvonal vagy „Giselabahn” néven ismert, Salzburgból Schwarzach/St. Veit-en keresztül, Hochfilzennél eléri Tirolt, majd St. Johann in Tirolon és Kitzbühelen keresztül Wörglbe vezet, hogy Wörgl főpályaudvarán találkozzon az Unterinntalbahnnal. Ez az Inn-völgyön keresztül Innsbruckig, majd Arlbergbahnként az Arlbergen át a vorarlbergi Feldkirchbe vezet, ahol a vonal Bregenz és Buchs (Svájc) irányába ágazik el.

Az észak-tiroli Innsbruckból a kelet-tiroli Lienzbe 2013-ig naponta kétszer közlekedtek átmenő vonatok. Ezek a vonatok a Dél-Tirolon átvezető útvonalon közlekedtek, és minden állomáson megálltak olasz területen is. A vonal először déli irányban halad a Brenner-hágón át Franzensfestéig, majd ott a Brenner-vasútról kelet felé ágazik el, amíg Innichen mögött, Weitlanbrunnnál ismét osztrák területre nem ér. 2013. december 14-én megszűnt ez a közvetlen járat; 2013. december 15. óta Lienzből Innsbruckba és vissza emeletes busz jár, így Dél-Tirolban sincs már felszállóhely.
Vannak ritkábban közlekedő nemzetközi vasúti összeköttetések is: a Mittenwaldbahn Innsbruckból Seefeld és Mittenwald érintésével Garmisch-Partenkirchenbe; onnan az Außerfernbahn Reutte-ba és tovább Kemptenbe (Allgäu). Tirol jó közlekedési infrastruktúra-rendszerrel is rendelkezik, a helyi közlekedésben négy további vasútvonallal:
- Az IVB Stubaitalbahn (STB vonal) Innsbruckból Fulpmesbe.
- az IVB Innsbruck Mittelgebirgsbahn (6-os vonal) Innsbrucktól Innsbruck-Iglsig.
- a Zillertalbahn Jenbach és Mayrhofen között
- és az Achenseebahn, amely csak nyáron közlekedik, szintén Jenbachból Seespitzbe.

A tartományi főváros helyi közlekedésének gerincét az Innsbrucki villamos- és kisvasúti rendszer adja, amelyet jelenleg bővítenek, a központi régió regionális közlekedésének gerincét pedig a Tiroli S-Bahn jelenti. A tömegközlekedés szempontjából fontos a VVT regionális buszhálózata is, amely a magasabb völgyek elérését is biztosítja.

#### A fejlesztés története
Tirol csatlakozása a vasúthálózathoz a Kufsteinből Innsbruckba vezető Unterinntalbahnnal kezdődött, amelyet a Nordtiroler Staatsbahn 1858. november 24-én nyitott meg. A Brenner-vasútvonalat a Déli Vasút építette, és 1867-ben kezdte meg működését. A Pustertalbahn 1871 novemberében történt befejezésével jött létre az első Ausztrián belüli összeköttetés Bécsből Tirolba. Az első, ma is Ausztrián belüli összeköttetést 1875-ben az 1873 óta épülő Salzburg-Tirol vasútvonal teremtette meg.
Az Arlbergbahn nyugati irányban 1883-ban Landeckig, 1884-ben pedig teljes hosszában a vorarlbergi Bludenzig helyezték üzembe. Az 1895 óta üzemelő Außerfernbahn csak a bajorországi hálózathoz (Garmisch és Kempten (Allgäu)) csatlakozik. Az 1910 és 1912 között épült Mittenwaldbahn egyike volt az első olyan normál nyomtávolságú vasutaknak, amelyeket a kezdettől fogva villamosított volt.
A mellékvölgyeket összekötő teljes értékű vasúti rendszer kiépítését (pl. az Oberes Gericht és a Reschenbahn, az Ötztal, az Alpbachtal, az Iseltal összekötésére irányuló tervek) az első világháború kitörése meghiúsította, és ezt követően sem foglalkoztak vele.

## Közigazgatás
- Innsbruck (Tartományi székhely – autójel: I)
- Bezirk Innsbruck-Land (autójel: IL)
- Bezirk Landeck (autójel: LA)
- Bezirk Reutte (autójel: RE)
- Bezirk Imst (autójel: IM)
- Bezirk Schwaz (autójel: SZ)
- Bezirk Kufstein (autójel: KU)
- Bezirk Kitzbühel (autójel: KB)
- Bezirk Lienz (Osttirol – autójel: LZ)

## Városok
1. Innsbruck (132 236)
2. Kufstein (18 973)
3. Telfs (15 582)
4. Hall in Tirol (13 801)
5. Schwaz (13 606)
6. Wörgl (13 537)
7. Lienz (11 945)
8. Imst (10 371)
9. Sankt Johann in Tirol (9 425)
10. Rum (9 063)
11. Kitzbühel (8 341)
12. Zirl (8 134)
13. Wattens (7 870)
14. Landeck (7 764)
15. Jenbach (7 088)

## Tartományi ünnepek
- Szent József – március 19. (Hl. Josef, a tartomány védőszentje, azonos Stájerország, Karintia és Vorarlberg védőszentjével)

## Turizmus

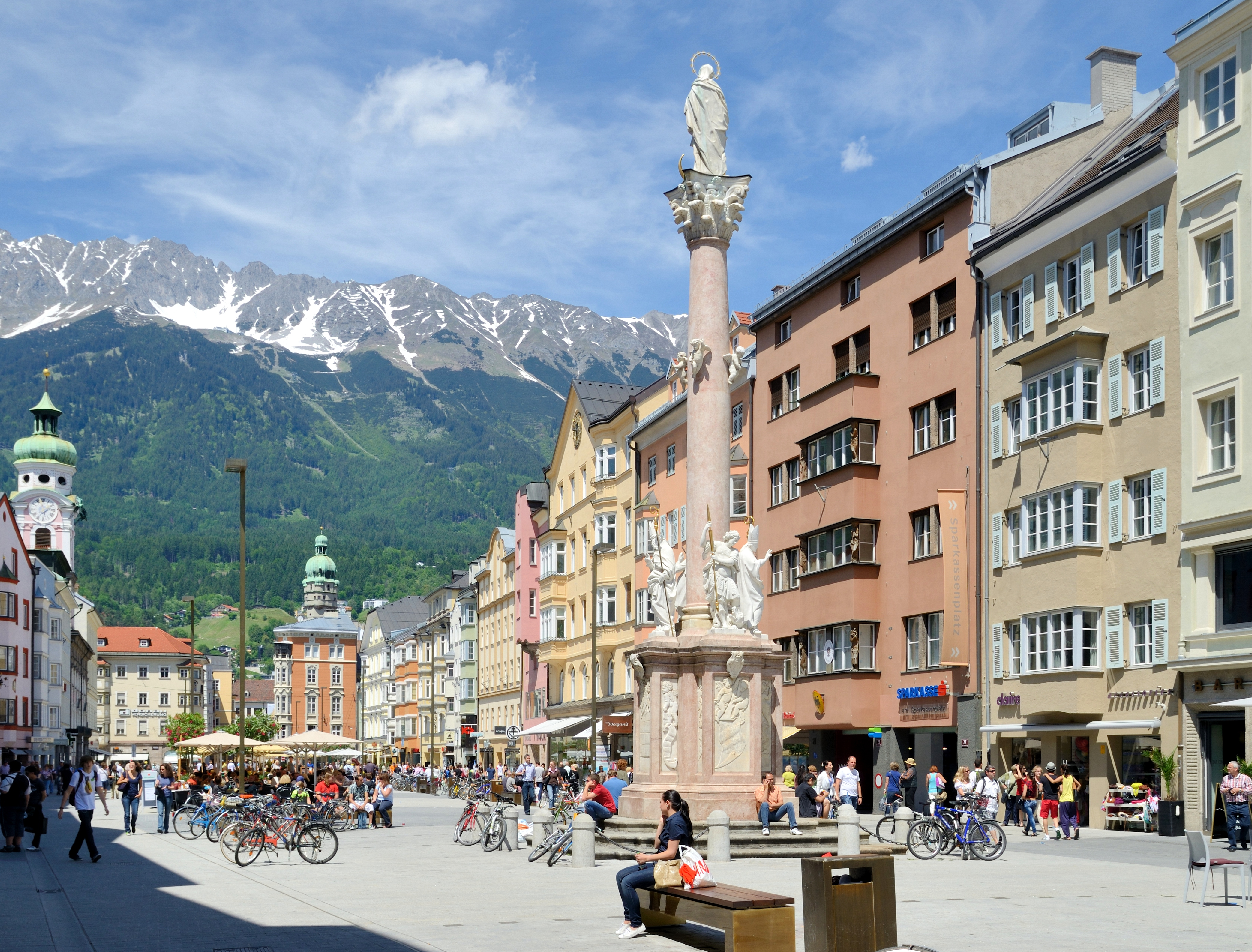
Innsbruck, a székhely
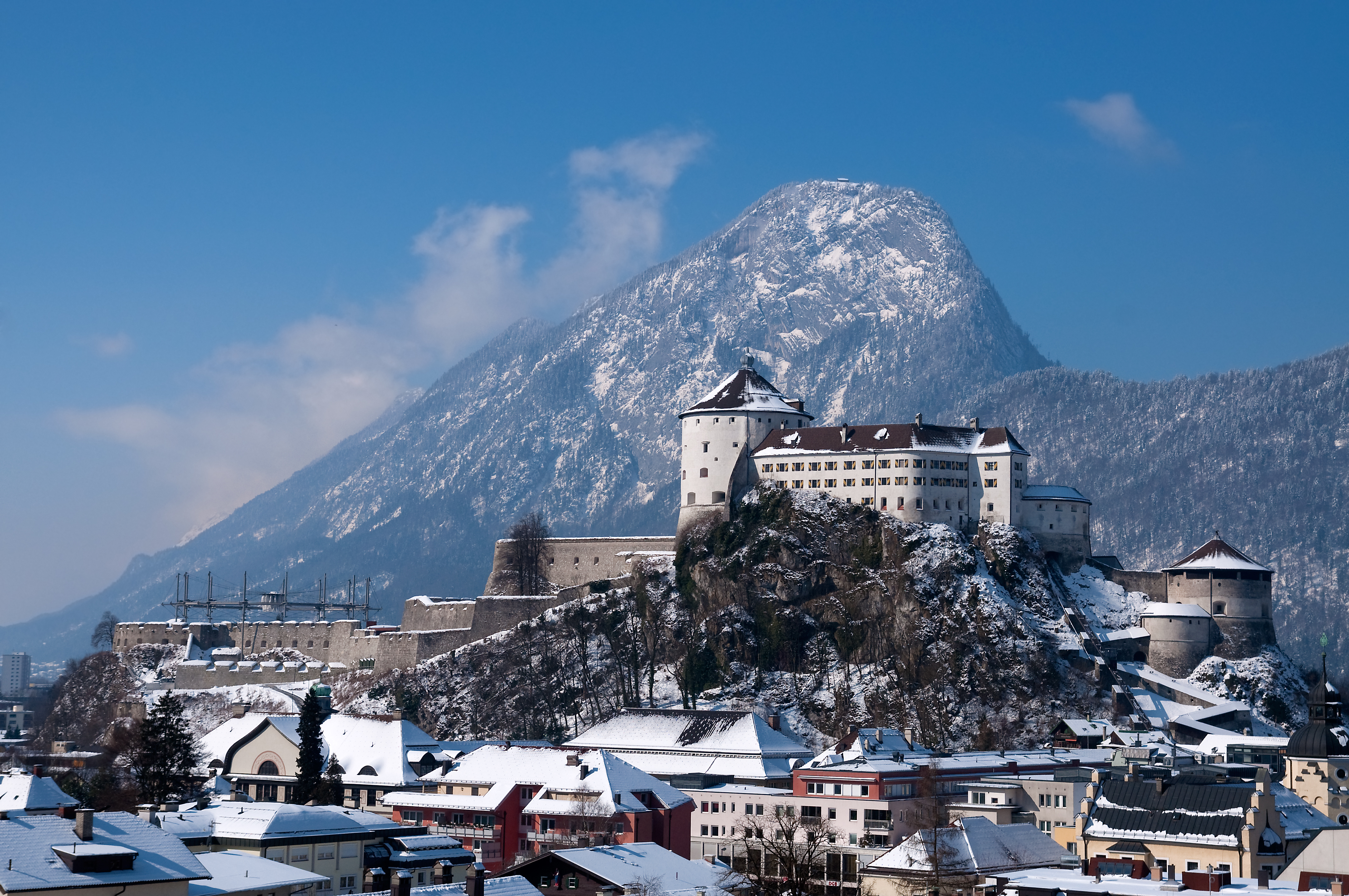
A kufsteini vár
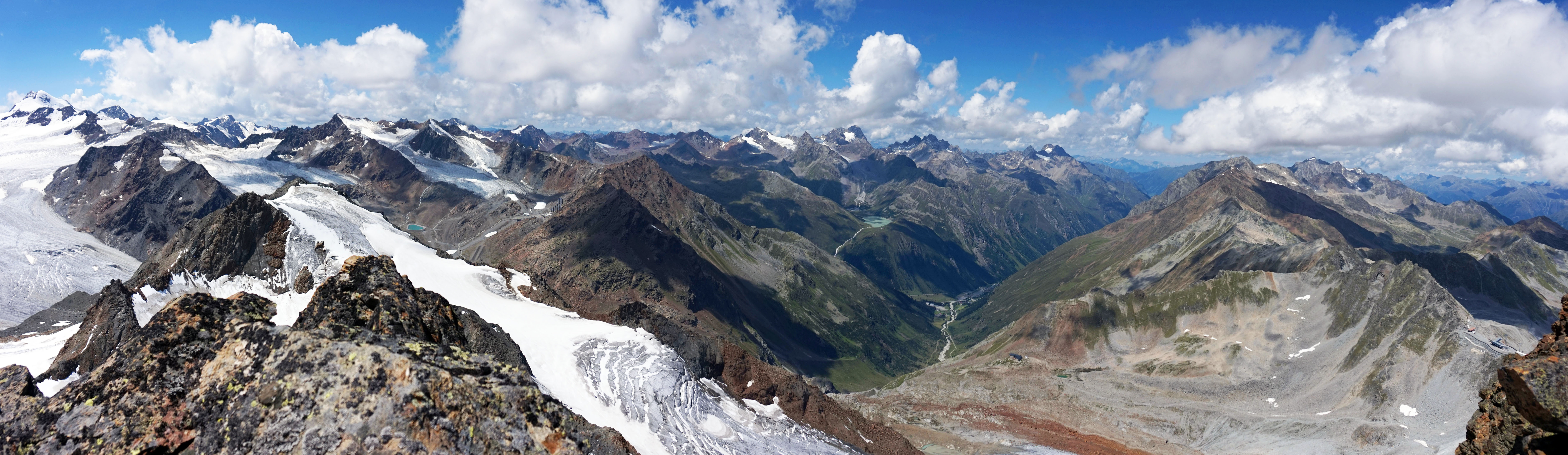
Ötztal-völgy
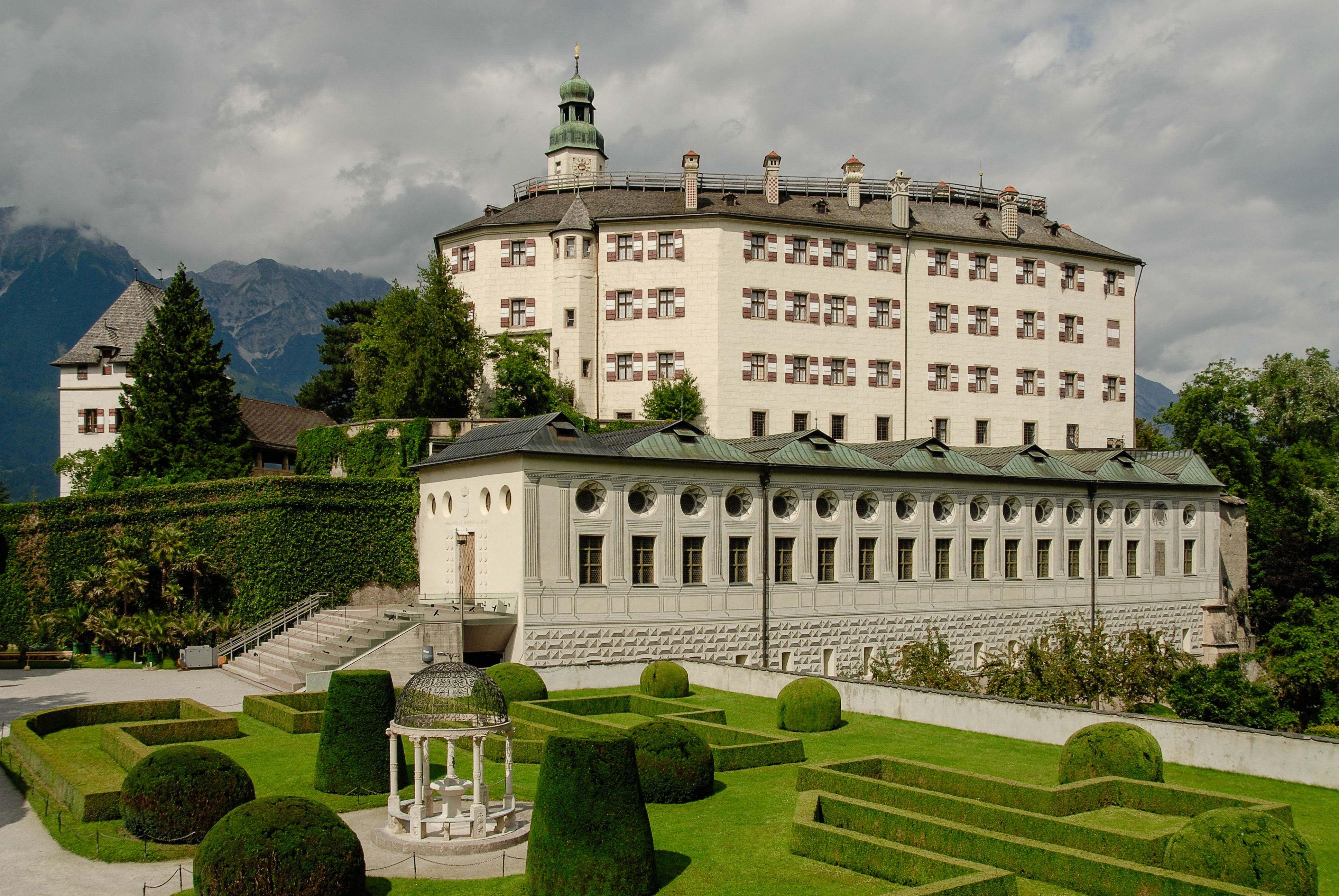
Ambras-kastély
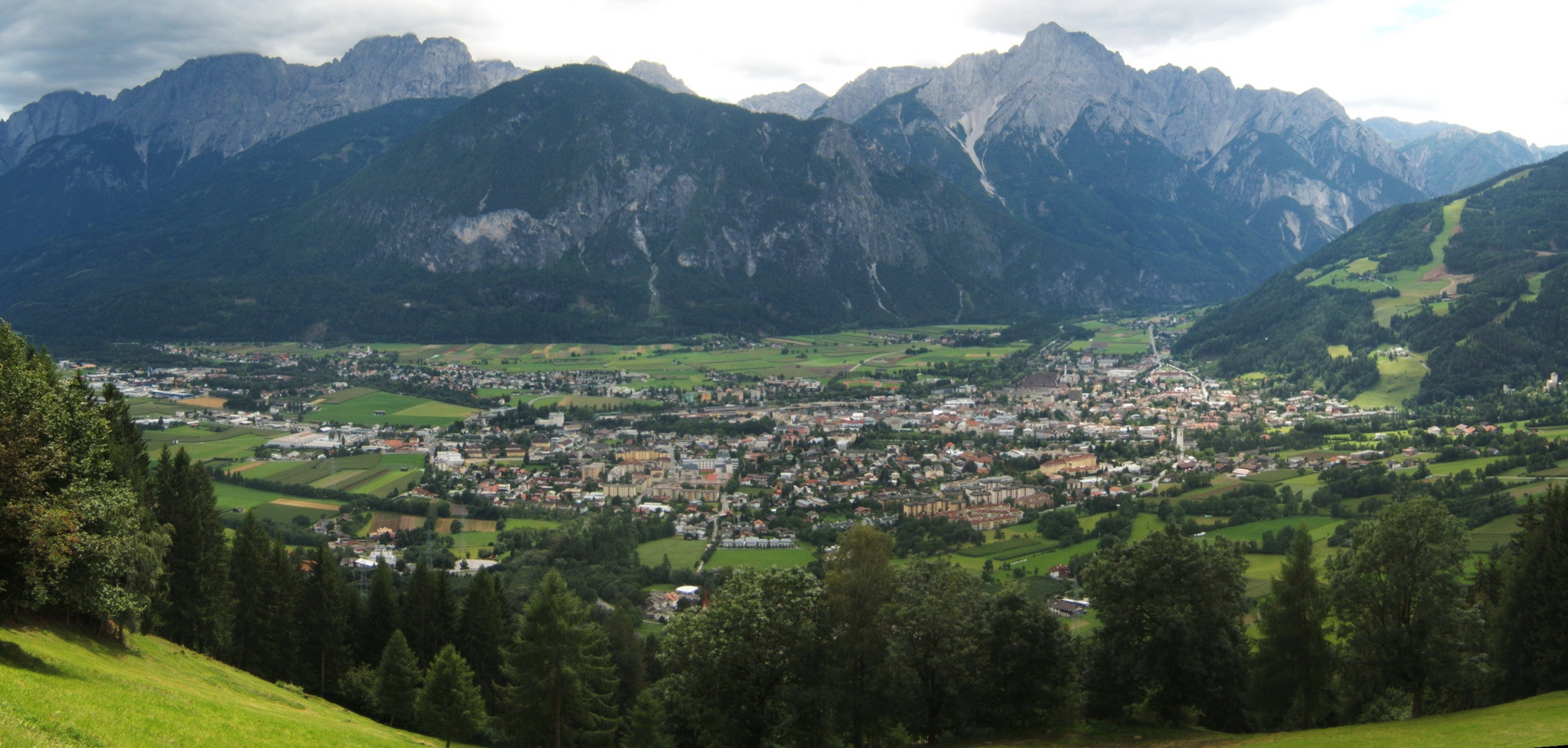
Lienz látképe